# NGC 7701
NGC 7701 (другие обозначения — PGC 71779, MCG -1-60-7) — спиральная галактика (Sb) в созвездии Рыбы.
Этот объект входит в число перечисленных в оригинальной редакции «Нового общего каталога».